# Хрящевые ганоиды

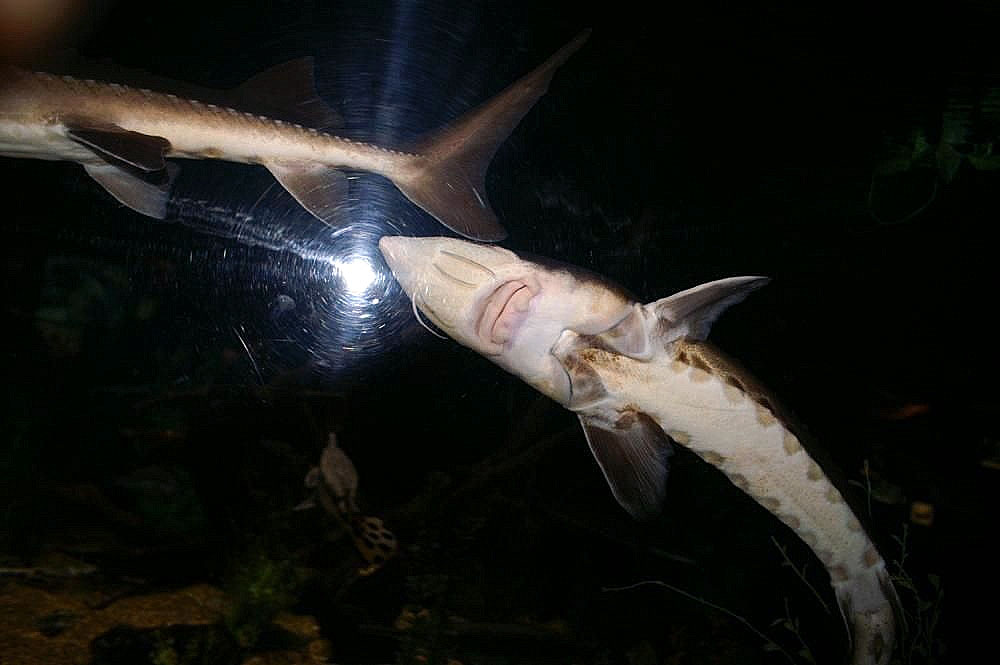

Хрящевые ганоиды или хрящекостные (лат. Chondrostei) — подкласс лучепёрых рыб. Ископаемые формы известны с конца силурийского периода. Останки хищной рыбы Andreolepis hedei из отряда палеонискообразных (Palaeonisciformes), найденные в России, Швеции и Эстонии, имеют возраст 420 млн лет. Возникли хрящевые ганоиды в реках Лавразии, впадавших в океан Тетис. Современные группы хрящекостных рыб произошли от палеонисков.
Современные хрящекостные рыбы достигают длины до 9 метров (белуга). Тело веретенообразной формы. Может быть покрыто костной, ганоидной чешуёй, пятью рядами костных жучек или голое. Иногда чешуйки сливаются, образуя пластинки. Имеется рострум, рот нижний. Хвост гетероцеркальный или укороченно гетероцеркальный, на верхней лопасти имеются ганоидная чешуя и фулькры. Парные плавники расположены горизонтально по отношению к телу, анальное отверстие находится вблизи брюшных плавников. Брюшные плавники занимают абдоминальное положение, грудные сидят низко. Скелет состоит в основном из хрящевой ткани. Эндокраниум хрящевой, с хорошо развитыми покровными костями. Хорда нерасчленённая, имеются только хрящевые дуги, тела позвонков отсутствуют. В сердце есть артериальный конус, в кишечнике — спиральный клапан. Плавательный пузырь соединяется каналом с пищеводом (пузырь открытого типа).

## Классификация
В подклассе хрящекостных рыб 2 современных отряда с 27 современным видами и 12 ископаемых отрядов.
- Acipenseriformes — Осетрообразные
- † Palaeonisciformes — Палеонискообразные
- † Cheirolepidiformes
- † Guildayichthyiformes
- † Luganiiformes
- † Peltopleuriformes
- † Perleidiformes
- † Platysomiformes
- † Phanerorhynchiformes
- † Pholidopleuriformes
- † Ptycholepiformes
- † Saurichthyiformes
- † Tarrasiiformes
- Семейства incertae sedis
  - † Birgeriidae
  - † Chondrosteidae

В некоторых современных систематиках многопёрообразные вместе с ископаемым отрядом Guildayichthyiformes и родом Discoserra выделяются в отдельную группу Cladistia, которой придаётся ранг инфракласса, либо подкласса. В то же время к Chondrostei относятся только осетрообразные и ископаемые семейства Birgeriidae и Chondrosteidae, а остальные отряды выносятся за пределы этой группы.